# Ernst Haeckel (Schiff)
Die Ernst Haeckel war ein Fischereiforschungsschiff der Deutschen Demokratischen Republik. Benannt war das Schiff nach dem deutschen Zoologen Ernst Haeckel.

## Geschichte
Das Schiff wurde auf der VEB Mathias-Thesen-Werft Wismar für das Institut für Hochseefischerei und Fischverarbeitung in Rostock-Marienehe gebaut. Es wurde am 17. Mai 1963 abgeliefert und in Dienst gestellt. Vom 22. bis 31. Mai 1963 wurde es auf der Internationalen Fischereiausstellung in London der Öffentlichkeit vorgestellt.

## Technische Daten und Ausstattung
Der Antrieb des Schiffes erfolgte durch eine Vater-Sohn-Motorenanlage. Der Vatermotor war ein Viertakt-Achtzylinder-Dieselmotor (Typ: 8 SV 55v) mit 920 PS Leistung, der Sohnmotor ein Viertakt-Sechszylinder-Dieselmotor (Typ: 6 SV 44v) mit 500 PS Leistung. Hersteller der Motoren war die VEB Görlitzer Maschinenbau. Beide Motoren wirkten über ein Getriebe auf einen Festpropeller.
Für die Stromversorgung standen zwei Dieselgeneratoren zur Verfügung. Für die Versorgung des Bordnetzes auf See stand ein Viertakt-Sechszylinder-Dieselmotor (Typ: 6 NVD 36) mit 300 PS Leistung, der einen Generator (Typ: GCED 722-5) mit 200 kW Leistung antrieb, zur Verfügung. Für den Hafen- und Notbetrieb kam ein Viertakt-Sechszylinder-Dieselmotor (Typ: 6 NVD 26) mit 180 PS Leistung zum Einsatz, der einen Generator (Typ: GCED 455/7,5) mit 100 kW Leistung antrieb. Am Hauptantrieb war zwischen Sohnmotor und Getriebe ein Netzwindengenerator mit 250 kW Leistung angeschlossen.
Das Schiff war als Volldecker mit zwei durchlaufenden Decks, dem Oberdeck und dem darunter liegenden Freiborddeck, konzipiert. Die Seitenhöhe bis zum Freiborddeck betrug 6,20 Meter, bis zum Oberdeck 8,50 Meter. Der Rumpf war eisverstärkt. Die Decksaufbauten befanden sich im mittleren Bereich des Schiffes. Hinter den Decksaufbauten befand sich auf dem Oberdeck ein offenes Arbeitsdeck mit verschiedenen Hebewerkzeugen und Winden. Von hier aus war auch der Fischladeraum, der sich zwei Decks tiefer befand, zu erreichen. Der Maschinenraum befand sich im Mittschiffsbereich.
Das Schiff verfügte für wissenschaftliche Arbeiten über fünf Labore sowie einen Zeichenraum, eine Bordwetterwarte und einen Beratungsraum. Das als Heckfänger gebaute Schiff konnte neben der Fischereiforschung auch für ozeanographische Forschungen eingesetzt werden. So verfügte es über Winden für die Entnahme von Wasser- und Bodenproben und das Aussetzen und Einholen von Messgeräten.
Das Schiff konnte rund 60 Tage auf See bleiben und dabei 4600 Seemeilen zurücklegen.